# Кочетков, Николай Павлович
Никола́й Па́влович Кочетко́в (25 февраля 1918, деревня Филелеево, Егорьевский уезд, Рязанская губерния, РСФСР — 27 августа 2016, Жуковский, Московская область, Россия) — советский военный лётчик, полковник в отставке. В Военно-воздушных силах Рабоче-крестьянской Красной армии и Советской армии служил с октября 1938 по июнь 1965 года. На фронтах Великой Отечественной войны с ноября 1941 года. Воевал в ночной бомбардировочной и штурмовой авиации на самолётах Р-5 и Ил-2. Принимал участие в Битве за Москву и Сталинградской битве, освобождал Крым, сражался в небе Прибалтики.
Заместитель командира эскадрильи 686-го штурмового авиационного полка 206-й штурмовой авиадивизии старший лейтенант Н. П. Кочетков к сентябрю 1942 года совершил 62 боевых вылета на бомбардировку и штурмовку войск противника, в ходе которых нанёс ему большой урон в живой силе и технике. 3 сентября 1942 года под Сталинградом был сбит и попал в плен. В части считался погибшим. Указом Президиума Верховного Совета СССР от 5 ноября 1942 года ему было присвоено звание Героя Советского Союза посмертно. После побега из лагеря военнопленных вернулся в свою часть. Всего за время участия в боевых действиях совершил 101 боевой вылет. Боевой путь завершил в Прибалтике в должности командира эскадрильи.
После войны продолжал службу на командных и штабных должностях в Военно-воздушных силах СССР. Уволившись в запас, более 25 лет работал в Центральном аэрогидродинамическом институте имени профессора Н. Е. Жуковского. С 1991 года на пенсии. Почётный гражданин Шатурского района (2001). Почётный гражданин города Жуковский и Рошаль.

## Биография

### Путь в небо
Николай Павлович Кочетков родился в 1918 году в деревне Филелеево (в некоторых источниках указана деревня Филисово) Архангельской волости Егорьевского уезда Рязанской губернии РСФСР (ныне урочище на территории сельского поселения Пышлицкое Шатурского района Московской области) в крестьянской семье Павла Андреевича и Марии Михайловны Кочетковых. Русский.
Точную дату своего рождения Николай Павлович забыл. Со слов матери он запомнил только, что произошло это в декабре 1918 года где-то за неделю до или вскоре после Николы зимнего. Метрические книги Николо-Ялмонтской церкви, где крестили новорождённого, после её закрытия были переданы в Филисовский сельсовет и сгорели во время пожара. Дата 25 февраля в документы была внесена в 1934 году по его же просьбе.
Семья Кочетковых всегда жила в достатке. Павел Андреевич был крепким хозяйственником и среди односельчан выделялся деловыми качествами и энергией. Во второй половине 1920-х годов его назначили на должность председателя Ялмонтского сельсовета, которую он занимал до 1929 года. Затем в течение нескольких месяцев он возглавлял сельские советы в Филисово и Архангельском. С началом коллективизации, в том же 1929 году, Павел Кочетков возглавил колхоз «Красный восток», которым руководил до 1936 года, а затем вплоть до 1940 года как опытный руководитель поднимал на новый уровень отстающие хозяйства Шатурского района.
Своей школы в Филелеево не было. Ближайшая, начальная, находилась в селе Ялмонт. Школьное помещение было небольшое, и заниматься в нём одновременно могли ученики только двух классов, из-за чего набор первоклассников осуществлялся раз в два года. По этой причине в школу Николай Павлович пошёл в 1927 году, в неполные 9 лет. Окончание Кочетковым начальной школы в 1931 году совпало с открытием в селе Архангельское школы крестьянской молодёжи с семилетним сроком обучения. Несмотря на то, что многие одноклассники решили завершить обучение и идти на работу в колхоз, Николай Павлович по настоянию родителей продолжил учиться дальше.
Поскольку одной из главных задач ШКМ была подготовка кадров для сельского хозяйства, весной и осенью мальчишки-старшеклассники проходили практику на местной машинно-тракторной станции. Кочетков увлёкся техникой и по окончании школы в 1934 году решил поступать в Егорьевский машиностроительный техникум. В конце августа Николай Павлович с двумя товарищами приехал в Егорьевск, но, как выяснилось, опоздал: приёмные экзамены в техникуме к этому времени уже закончились. Но там ребятам подсказали, что до начала октября ещё можно подать документы в школу фабрично-заводского ученичества. Вчерашние школьники отправились в Рошаль, но и там их ждало разочарование. В школу ФЗУ принимали только в полные шестнадцать лет, а ребятам из Филелеево до этого не хватало кому полгода, а кому и более. Пришлось им возвращаться домой и просить председателя сельсовета выдать другие справки. Так у Николая Павловича появилась новая дата рождения — 25 февраля. В Рошаль мальчишки вернулись в конце сентября и за день до начала занятий были зачислены в школу ФЗУ при Рошальском химическом заводе.
Получив рабочую профессию, Николай Павлович с 1935 года начал работать на химзаводе электромонтёром по тепловым приборам. По вечерам учился в 8 классе школы рабочей молодёжи. В это время в стране активно шло формирование военно-воздушных сил. ЦК ВЛКСМ обратился к комсомольцам с призывом идти в авиацию. Под эгидой Осоавиахима в больших и малых городах открывались аэроклубы. В 1936 году появился свой аэроклуб и в Рошале: химзавод на свои средства приобрёл 2 самолёта У-2, 2 планёра УС-2 и 2 парашюта, построил 25-метровую парашютную вышку. Желающих учиться лётному мастерству оказалось около ста человек. Строгая приёмная комиссия отобрала тридцать из них, а медики отсеяли ещё половину. В числе 15 курсантов, допущенных к занятиям, оказался и Николай Кочетков. Теоретическая подготовка проходила в здании школы ФЗУ без отрыва от производства, а для практических занятий завод предоставил курсантам двухмесячный оплачиваемый отпуск. Учебные сборы проходили на полевом аэродроме близ деревни Лузгарино весной-летом 1937 года. Николай Павлович с общим налётом 30 часов был одним из лучших: он вошёл в число девяти курсантов, допущенных к самостоятельным полётам, и в число трёх, рекомендованных для поступления в Энгельсскую военную авиационную школу пилотов. В Рошале в то время был только военно-учётный стол, и направление пришлось оформлять через Егорьевский районный военный комиссариат. Оценивать технику пилотирования будущих лётчиков в Рошальский аэроклуб в феврале 1938 года из Энгельса приезжал инструктор, который дал им положительную характеристику. В октябре 1938 года Н. П. Кочетков стал курсантом Энгельсской ВАШП.

### На службе в РККА
За время учёбы в авиашколе Николай Кочетков в совершенстве овладел техникой пилотирования многоцелевым самолётом Р-5. После аттестации в феврале 1939 года его в звании младшего лейтенанта направили лётчиком-инструктором в Челябинское военное авиационное училище лётчиков-наблюдателей. Когда начался вооружённый конфликт с японцами на реке Халхин-Гол, решением политотдела училища Николай Павлович был командирован в Забайкальский военный округ. Но поучаствовать в сражении ему тогда не удалось: с июля 1939 года Кочетков находился в частях резерва, служил в составе звена связи при стрелковой дивизии на станции Борзя Читинской области. Летая на У-2, самостоятельно освоил полёты в ночное время. В марте 1940 года его отозвали в Челябинское ВАУЛ (в январе 1941 года училище переименовано в Челябинскую военную авиационную школу стрелков-бомбардиров), где он продолжил готовить специалистов для строевых частей Красной Армии. В Челябинске его и застало известие о начале Великой Отечественной войны. Почти все лётчики-инструкторы сразу написали рапорты об отправке на фронт, но начальник училища генерал-майор Ф. Е. Емельянов их инициативу не поддержал. Только когда положение на фронте стало особенно тяжёлым, и враг вышел на ближние подступы к Москве, на базе авиашколы началось формирование 686-го ночного бомбардировочного авиационного полка. Соединение возглавил подполковник В. И. Кулаков-Павлов, а младший лейтенант Н. П. Кочетков стал командиром звена 2-й авиаэскадрильи.

#### В битве за Москву
15 ноября 1941 года 686-й ночной бомбардировочный авиационный полк был включён в состав ВВС 49-й армии Западного фронта и в тот же день с полевого аэродрома у деревни Степыгино близ Лопасни приступил к боевой работе. Первые бомбовые удары младший лейтенант Н. П. Кочетков нанёс по немецким войскам, пытавшимся прорваться к железной дороге Тула—Серпухов и окружить советские войска в районе Тулы. В ходе начавшегося контрнаступления под Москвой Николай Павлович на своём Р-5 оказывал поддержку наземным войскам, наступавшим в направлении Алексина. Осуществлять боевые вылеты лётчикам полка приходилось в крайне неблагоприятных метеоусловиях: по ночам температура опускалась ниже —30°, стояла низкая облачность, часто переходящая в густой туман. Около 15 раз Николаю Павловичу приходилось сажать свой самолёт на аэродром, затянутый пеленой тумана, но он всегда делал это мастерски, ни разу не повредив боевую машину. Особенно тяжёлая ситуация сложилась ночью 10 декабря: туман был настолько густой, что сквозь него не пробивался свет сигнальных прожекторов. Лётчик долго кружил над аэродромом в ожидании, что погода улучшится, пока не израсходовал весь запас топлива. Пришлось идти на смертельный риск — сажать самолёт вслепую. Выключив двигатель, он медленно планировал к земле, пока шасси не коснулись грунта. Благодаря мастерству лётчика машина и экипаж были спасены.
Памятный для Николая Павловича вылет произошёл в самом начале декабрьского наступления частей 49-й армии. Одно из подразделений столкнулось с ожесточённым сопротивлением немцев и под шквалом артиллерийского и миномётного огня вынуждено было залечь в чистом поле прямо в снегу. Наземные части запросили помощи авиации, но погода была нелётная.

Низкая облачность, плохая горизонтальная видимость и сильный порывистый ветер со снежными зарядами приковывали авиацию к аэродромам, — вспоминал ветеран. — Тем не менее, командующий армией принял решение направить часть самолётов нашего полка на подавление артиллерийских и миномётных батарей противника, выделив для выполнения задачи лучших лётчиков. Вылетать, не считаясь с жертвами — такое было отдано распоряжение.— Из воспоминаний Н. П. Кочеткова.
Первым поднял свой самолёт в ночное небо гвардии младший лейтенант Кочетков. Шли в полной темноте, ориентируясь по приборам. Линию фронта определили по интенсивной перестрелке трассирующими пулями, позиции немецкой артиллерии — по залпам орудий. Сделав два захода, экипаж точно положил бомбы в цель, но когда советская пехота поднялась в атаку, часть орудий заговорила снова. Развернувшись, бомбардировщик в третий раз атаковал немецкие позиции. Огонь немецкой артиллерии был полностью подавлен, и наземные войска смогли продвинуться вперёд.
Ещё один запоминающийся вылет Николай Павлович совершил ночью 24 декабря 1941 года. Ему была поставлена задача нанести бомбовый удар по скоплению немецких войск в сильно укреплённом селе Высокиничи. Ещё при подходе к цели его Р-5 попал в свет прожектора и подвергся ураганному огню зенитных орудий и пулемётов, но лётчик, умело маневрируя, вывел самолёт на цель, дав возможность штурману прицельно сбросить бомбовую нагрузку. В результате бомбёжки в стане врага начался сильный пожар. Шесть машин и более 30 вражеских солдат было уничтожено. Задание было выполнено, но Кочетков понимал, что следом за ним к цели идут другие бомбардировщики. Снизившись до бреющего полёта, он произвёл штурмовку позиций немецкой противовоздушной обороны и пулемётным огнём заставил замолчать несколько зенитных орудий, после чего благополучно вывел свою машину из-под огня. После этого вылета механики насчитали в корпусе его самолёта до 15 пробоин.
Всего за время боёв на Западном фронте с ноября 1941 года по апрель 1942 года А. П. Кочетков совершил 40 боевых вылетов, из них 34 — ночью. За отличное выполнение боевых заданий он был награждён двумя орденами Красного Знамени и повышен в звании до лейтенанта.

#### В боях под Сталинградом
После завершения битвы за Москву на фронтах установилось относительное затишье, и 20 мая 1942 года 686-й ночной бомбардировочный авиационный полк был выведен в тыл на переформирование. На аэродроме в Чапаевске лётный и технический состав полка, ставшего 686-м штурмовым, прошёл переобучение на самолётах Ил-2. Новым командиром соединения был назначен майор П. И. Зотов, а старший лейтенант Н. П. Кочетков стал заместителем командира эскадрильи.
7 августа 1942 года полк перелетел на аэродром Бекетовка и в составе 206-й штурмовой авиационной дивизии приступил к боевой работе. Днём и ночью лётчики на одноместных Ил-2 наносили ракетно-бомбовые удары по мотомеханизированным колоннам противника, двигавшимся к Сталинграду, рассеивали скопления пехоты, подавляли позиции артиллерии, штурмовали аэродромы. Летать на боевые задания приходилось в условиях тотального превосходства в воздухе немецкой авиации, часто без прикрытия истребителей. За период с 7 августа по 3 сентября старший лейтенант Н. П. Кочетков в интересах Сталинградского фронта совершил 22 боевых вылета, в том числе 8 — ночью, четырежды он летал в качестве ведущего и 6 раз — как заместитель ведущего. В ходе этих вылетов противнику был нанесён значительный урон: уничтожено до 127 танков, 366 автомашин, до 3120 солдат и офицеров, подавлен огонь 6 зенитных, 3 артиллерийских и 6 миномётных батарей, создано 38 очагов пожара, из них 12 — больших размеров. В воздушных боях сбито 2 Ю-87, 1 Ме-110 и подбит Ю-88.
В битве за Сталинград Кочетков неоднократно демонстрировал образцы героизма и лётного мастерства. Так, 25 августа 1942 года Николай Павлович получил приказ нанести удар по скоплению немецких танков у посёлка Воропоново. По данным разведки, немцы сосредоточили здесь до 50 боевых машин. Район Воропоново был хорошо прикрыт зенитными средствами среднего и малого калибра, а небо постоянно патрулировали немецкие истребители. Прорваться к цели без серьёзных потерь было непросто, поэтому, когда на пути группы советских Илов появилось грозовое облако, Кочетков рискнул воспользоваться им в качестве маскировки. Снизившись до высоты 800—900 метров, штурмовики пошли прямо под тучей. Машины бросало из стороны в сторону, а проливной дождь заливал лобовые стёкла фонарей кабин, но все лётчики были опытные и смогли преодолеть грозовой фронт. Риск полностью оправдал себя: атака советских штурмовиков была настолько неожиданной, что противник даже не успел открыть заградительный огонь. В результате удара два танка были полностью уничтожены, ещё несколько получили серьёзные повреждения. Большой урон был нанесён немецкой пехоте, сопровождавшей колонну танков.
Немцы пришли в себя и открыли ураганный огонь из всех видов оружия, когда советские самолёты уже выходили из атаки. Зенитный снаряд пробил правую плоскость штурмовика Кочеткова, но Николай Павлович, развернув самолёт, пошёл на второй заход. Умело маневрируя под шквалом зенитного огня, он снова вышел на цель и послал в скопление вражеской техники оставшиеся реактивные снаряды, после чего открыл пушечно-пулемётный огонь по разбегающейся вражеской пехоте и огневым точкам. В это время малокалиберный зенитный снаряд угодил в бронеколпак мотора и повредил маслобак.

Горячее масло полилось по фюзеляжу самолёта, стало проникать в кабину, — вспоминал впоследствии Кочетков. — Брызги горячего масла попадали на руки, лицо, обмундирование Стёкла кабины покрылись масляной плёнкой. Чтобы пилотировать самолёт и видеть землю, пришлось открыть фонарь кабины. Из-за утечки масла, его давление в моторе падало и через некоторое время подошло к нулю. Мотор перегрелся и вот-вот должен был остановиться. В таких сложных условиях я делал всё, чтобы самолёт с «израненным» мотором мог дотянуть до своего аэродрома. И мне это удалось. Боевое задание было выполнено, а самолёт через день, благодаря заботам наших техников, снова был готов к бою.— Из воспоминаний Н. П. Кочеткова.
30 августа старший лейтенант Н. П. Кочетков шёл на боевое задание в составе группы из четырёх Ил-2. При подходе к линии фронта лётчики заметили, как группа немецких бомбардировщиков Ю-87 под прикрытием «Мессершмиттов» безнаказанно утюжит передний край советских наземных войск, и смело бросились в бой. Меткой очередью Кочетков сбил Ме-110, а его товарищи старший лейтенант Я. Н. Топорков и лейтенант А. С. Петраков, воспользовавшись паникой в стане врага, записали на свой счёт по одному сбитому «Юнкерсу».
1 сентября Николай Павлович дважды вылетал на боевые задания. Во время первого вылета при пикировании на цель зенитным снарядом была пробита левая плоскость его самолёта и повреждён правый элерон, но лётчик сумел привести плохо управляемую машину на свой аэродром. В тот же день он повёл восьмёрку Илов на новое задание. Во время атаки цели вражеский снаряд пробил броню моторного отсека и повредил масляный бак, однако лётчик продолжил штурмовку немецких позиций. При выходе из атаки он встретил немецкий бомбардировщик Ю-88 и, несмотря на повреждения своего самолёта, завязал воздушный бой. Вместе с двумя ведомыми он сумел подбить вражескую машину, которая, дымя правым мотором, пошла на снижение. Отбомбившись и расстреляв все реактивные снаряды, Кочетков собрал всех ведомых и в полном составе привёл группу на свой аэродром.
3 сентября старшему лейтенанту Н. П. Кочеткову предстояло в очередной раз, двадцать третий по счёту, поднять свой Ил-2 в небо. Этот боевой вылет едва не стал для Николая Павловича роковым.

#### 3 сентября 1942 года
Утро 3 сентября 1942 года выдалось холодным, и старший лейтенант Н. П. Кочетков перед вылетом на боевое задание надел поверх гимнастёрки кожаный реглан. Ему предстояло вести пятёрку Илов в район разъезда Конный. Целью штурмовиков была батарея шестиствольных миномётов противника, которая сильно досаждала наземным войскам. Неприятности начались ещё до подхода к цели. При пересечении линии фронта группа советских самолётов была обстреляна с земли. Осколок вражеского снаряда пробил бензобак на Ил-2 Кочеткова, и кабина самолёта сразу наполнилась парами бензина. Николай Павлович мог бы передать группу другому лётчику и вернуться на базу, но это было не в его правилах. Цель была совсем рядом — всего в трёх километрах от переднего края.
Миномётную батарею на территории совхоза «Опытное Поле» лётчики обнаружили быстро: она появилась здесь совсем недавно, и немцы ещё не успели как следует замаскировать позиции. Кочетков первым пошёл в атаку. Резко снизившись, он обстрелял цель РСами, а уже будучи над ней, нажал кнопку сброса бомбовой нагрузки. В этот момент самолёт вспыхнул (от срабатывания пиропатронов произошло воспламенение паров бензина) и через несколько секунд взорвался. Обломки Ил-2 рухнули в расположение противника и погребли под собой батарею шестиствольных миномётов. Впоследствии в некоторых источниках события 3 сентября были интерпретированы как огненный таран. Некоторые исследователи связали возникновение этой версии с тем, что незадолго до этого, 28 августа, военком эскадрильи капитан И. П. Зазулинский совершил аналогичный подвиг, и лётчики полка в память о нём поклялись «при случае также направить свои машины на вражеские танки». Однако сам Кочетков не считал это событие огненным тараном (такое мнение он высказал в одном из своих интервью). Один из очевидцев случившегося, младший лейтенант А. П. Чубаров, впоследствии также вспоминал:

На наших глазах машина при выходе из атаки взорвалась и сгорела. Мы сопровождали падающий костёр, обломки почти до самой земли. Николай был любимцем полка, настоящим асом.
Вернувшиеся с боевого задания лётчики доложили о гибели своего ведущего. На следующий день командир полка майор П. И. Зотов представил старшего лейтенанта Н. В. Кочеткова к званию Героя Советского Союза.
Указом Президиума Верховного Совета СССР «О присвоении звания Героя Советского Союза начальствующему и рядовому составу Красной Армии» от 5 ноября 1942 года за «образцовое выполнение боевых заданий командования на фронте борьбы с немецкими захватчиками и проявленные при этом отвагу и геройство» был удостоен звания Героя Советского Союза посмертно.
Однако Кочетков выжил. Взрывом его выбросило из самолёта. Если бы не кожаный реглан, гимнастёрка вспыхнула бы мгновенно, и лётчик наверняка бы погиб. А так только сильно обожгло кисти рук, слегка контузило, да взрывной волной сорвало сапоги. Николай Павлович успел воспользоваться парашютом. Ещё находясь в воздухе, он смог оценить обстановку внизу: увидел и бегущих к нему немецких автоматчиков, и заросший бурьяном овраг. Приземлившись на ноги, Кочетков быстро отстегнул лямки парашюта и, расстёгивая на ходу реглан, бросился бежать в сторону спасительного оврага. За спиной раздались автоматные очереди. Одна пуля попала в кисть, другая — в плечо. Ответными выстрелами из пистолета лётчик охладил пыл преследующих, но прежде чем ему удалось укрыться в бурьяне, он получил ещё два ранения в бок. Тем не менее, преследовать вооружённого лётчика дальше немцы не рискнули и прекратили погоню.
До наступления темноты Кочетков прятался в овраге, затем то ползком, то шагом начал пробираться к линии фронта. За ночь он преодолел около трёх километров и почти достиг цели, но из-за большой потери крови вконец выбился из сил. Утром его обнаружил немецкий патруль. Лётчика доставили в штаб ближайшего соединения, а оттуда на следующий день отправили в лагерь для военнопленных.

#### В плену
Лагерь недалеко от станицы Чернышёвской, куда поместили Николая Павловича, был небольшой и мало приспособленный для содержания военнопленных, но там нашёлся хороший врач, который с помощью одной только карболки и подручных средств сумел выходить раненого лётчика. Помогали и другие военнопленные: толкли просо в гильзе, варили и кормили с ложечки. Доктор, которому разрешалось ходить в станицу, раздобыл для него шинель и сапоги, иногда приносил суп и немного хлеба. Через две недели Кочетков уже смог встать на ноги.
«Условия в лагере были ужасные, — вспоминал ветеран. — Жили под открытым небом. Каждый день умирали люди. Одни от ран, другие от дизентерии. Через две недели от 300 человек в живых осталось только около ста». Напуганные начавшейся среди военнопленных эпидемией, немцы решили строить дезинфекционную камеру. Оставшихся в живых узников перевели в станицу и разместили в помещении церкви. Отсюда во время смены караула Николай Павлович с одним из товарищей по несчастью совершил побег. Случилось это 23 сентября. Беглецам удалось выйти к Дону напротив станицы Вёшенской, но преодолеть реку они не смогли. Пошли дальше на восток к линии фронта. 28 сентября зашли на хутор Пронин попросить еды, но наткнулись на немцев. Так Кочетков снова оказался в лагерях. Сначала попал в Миллерово, затем его перевели в Кантемировку. Там, по воспоминаниям Николая Павловича, хозяйничали итальянцы. Отношение к военнопленным было более гуманным, а порядки менее строгими. Рядом располагалась станция Кантемировка, которую немцы активно использовали для снабжения своих войск. Заключённых из лагеря почти ежедневно привлекали на разгрузку вагонов. Утром 22 октября шёл дождь, и охранники спрятались в тамбуре. Воспользовавшись этим, военнопленные Кочетков и Зайцев поднырнули под стоявшие на станции составы и выбрались на перрон, где затерялись в толпе местных жителей.
Учитывая опыт предыдущего побега, на этот раз беглецы обходили населённые пункты стороной. Питались только тем, что осталось в полях после уборки. К 28 октября им удалось выйти на берег Дона. Здесь им снова повезло — встретили возвращавшуюся с задания советскую разведгруппу, вместе с которой переправились на противоположный берег. Однако порадоваться своему освобождению бывшим военнопленным не пришлось. Их сразу доставили в особый отдел, а оттуда после пяти дней допросов направили в фильтрационный лагерь под Рязанью.

#### Возвращение в строй
Более полугода шло следствие по делу Кочеткова, и только летом 1943 года все обвинения с Николая Павловича были сняты. Но ему по-прежнему не доверяли, поэтому вместо фронта сначала направили в запасной стрелковый полк в Щербинку. Уже оттуда в сентябре 1943 года Кочетков был переведён в Москву, в пункт сбора ВВС Красной Армии, где находился до конца года. Пока ждал нового назначения, получил у начальника сборного пункта полковника А. В. Басова разрешение навестить родственников в Подмосковье. Родители в это время находились в эвакуации в Бугульме, и Кочетков заехал к дяде Фёдору в Ивантеевку. От него Николай Павлович и узнал, что ещё в ноябре 1942 года ему было присвоено звание Героя Советского Союза. Но получить заслуженную награду он смог только через два месяца. 18 января 1944 года на скромной церемонии в Кремле Звезду Героя Советского Союза (№ 2636) и орден Ленина от имени Президиума Верховного Совета СССР ему вручил известный эстонский поэт, в то время — Председатель Президиума Верховного Совета ЭССР Йоханнес Варес. В управлении кадров ВВС лётчику вновь рекомендовали вернуться на инструкторскую работу, но Николай Павлович проявил настойчивость и добился отправки в действующую армию.
В феврале 1944 года старший лейтенант Н. П. Кочетков вернулся в свой полк, находившийся в это время в составе 289-й штурмовой авиационной дивизии, и был назначен на прежнюю должность заместителя командира эскадрильи. Весной 1944 года Николай Павлович принимал участие в Крымской операции, совершив на штурмовку укреплений врага 6 боевых вылетов. В первые дни наступления, действуя в интересах наземных частей 4-го Украинского фронта, 686-й штурмовой авиационный полк обрушил мощь своих штурмовых ударов на немецкие укрепления на Перекопском перешейке. 9 апреля старший лейтенант Кочетков дважды водил группы Ил-2 в район Перекопа. Во время первого вылета ещё на подходе к цели Николай Павлович получил по рации предупреждение о том, что заданный квадрат насыщен истребительной авиацией противника. Но наземные войска ждали поддержки с воздуха, и Кочетков не свернул с курса. Внезапным ударом по укреплениям врага группа Кочеткова уничтожила 4 самоходные пушки типа «Фердинанд» и 2 танка. Налёт советской авиации был настолько эффективным, что командующий наземной армией объявил по радио лётчикам благодарность. Во время второго вылета в тот же район Николай Павлович мастерски вывел группу на цель со стороны солнца, что позволило штурмовикам избежать плотного заградительного огня противника. В результате атаки лётчики уничтожили 4 танка и 2 орудия полевой артиллерии. Не менее эффективно лётчики 686-го ШАП действовали и во время боёв за Севастополь. За большой вклад в освобождение города полку было присвоено почётное звание «Севастопольский».
После разгрома немецких войск в Крыму полк был выведен в резерв Ставки Верховного Главнокомандования. В июле 1944 года старший лейтенант Н. П. Кочетков был назначен командиром эскадрильи. Вновь в боевую работу Николай Павлович включился в августе 1944 года уже на 3-м Прибалтийском фронте. Во время наступательных операций фронта в Эстонии он 8 раз лично водил группы Ил-2 на штурмовку немецких войск. Так, 26 августа 6 штурмовиков под его командованием в районе мызы Томисту, зайдя со стороны солнца, внезапно для противника атаковали крупный объект его инфраструктуры. Прежде чем немцы успели открыть заградительный огонь, советские лётчики уничтожили 4 автомашины и 5 повозок с грузами, а ведущий лично взорвал склад с боеприпасами. 15 сентября, действуя на коммуникациях врага в районе Холдре—Коркола, Николай Павлович обнаружил крупную автоколонну врага. Начав атаку первым, он точным бомбовым ударом поджёг головную машину, создав на дороге пробку. Последующими атаками его группа уничтожила ещё 15 крытых грузовиков. Представляя старшего лейтенанта Кочеткова к ордену Александра Невского, командир 686-го штурмового авиационного полка капитан С. Н. Белов отметил:

Тов. Кочетков — мастер бомбово-штурмовых ударов. Владея отличной техникой пилотирования, тактическим манёвром против зенитных средств, всегда одерживает победу ценою малой крови. В каждом бою учит своих подчинённых искусству штурмовых ударов. За отличное выполнение боевых заданий — имеет благодарности командования. В воздухе и на земле — требовательный командир, методичный воспитатель. Своим личным примером воспитывает мужество, отвагу и беззаветную преданность своей родине. Умножает славу русского оружия и боевые традиции своей части.
В октябре 1944 года 3-й Прибалтийский фронт был расформирован. 686-й штурмовой авиационный полк в составе 289-й штурмовой авиационной дивизии 7-го штурмового авиационного корпуса был передан сначала в 3-ю воздушную армию 1-го Прибалтийского фронта, а в феврале 1945 года — в 15-ю воздушную армию 2-го Прибалтийского фронта. До марта 1945 года Николай Павлович принимал участие в боевых операциях по блокаде курляндской группировки противника. Всего за время участия в боевых действиях Кочетков совершил 101 боевой вылет, в том числе 40 — под Москвой, 23 — под Сталинградом, 6 — в Крыму и 32 — в Прибалтике. Затем полк был выведен в тыл, и в апреле в городе Куйбышев началось его перевооружение новыми штурмовиками Ил-10. Здесь капитан Н. П. Кочетков и встретил День Победы.

#### После войны
После окончания Великой Отечественной войны Н. П. Кочетков решил продолжить службу в армии. Летом 1945 года Николаю Павловичу предоставили отпуск. Он побывал в Рошале, где на встрече с ветеранами и работниками химзавода познакомился с секретарём комсомольской организации Руфиной Владимирцевой. Через неделю они поженились. Сначала Кочетков служил командиром эскадрильи в своём полку на Западной Украине. По окончании в 1948 году Высших офицерских лётно-тактических курсов был назначен на должность командира авиаполка, базировавшегося в Закавказском военном округе. За время службы в Грузии освоил новый реактивный самолёт МиГ-15бис. В 1954 году по состоянию здоровья перешёл на штабную работу.
Одновременно с несением воинской службы Н. П. Кочетков продолжал учиться. Ещё в 1952 году он завершил десятилетнее обучение в вечерней школе. Это дало ему возможность заочно поступить в Военно-воздушную академию в Монино, по окончании которой в 1958 году он продолжил службу в городе Балтийске в должности заместителя командира дивизии по боевому управлению. С 1960 года служил в Московском округе ПВО, занимал должность начальника отдела по подготовке штурманов наведения на автоматизированных системах в Учебном центре ПВО страны. В запас ушёл в июне 1965 года в звании полковника. В 1966 году приехал в город Жуковский, устроился на работу в Центральный аэрогидродинамический институт имени профессора Н. Е. Жуковского на должность старшего инженера. Участвовал в научно-исследовательской работе института, в разработке практических рекомендаций по эксплуатации самолётов. Николай Павлович также много времени посвятил созданию музея ЦАГИ, которым руководил до ухода на заслуженный отдых.
В сентябре 1991 года Н. П. Кочетков вышел на пенсию, но продолжал активную общественную деятельность: был первым председателем Совета ветеранов войны и труда города Жуковского, который возглавлял на протяжении пяти лет, много времени уделял патриотическому воспитанию молодёжи. Участник парадов Победы 1995 и 2000 годов. Жил в городе Жуковском, почётным гражданином которого он является. Кроме того, Н. П. Кочетков является почётным гражданином Шатурского района и города Рошаля.
Умер 27 августа 2016 года. 30 августа с воинскими почестями похоронен на центральной аллее Быковского мемориального кладбища города Жуковского.

## Семья
- Отец — Кочетков Павел Андреевич (1890—?).
- Мать — Кочеткова (в девичестве — Советова) Мария Михайловна (1895—1965).
- Супруга — Кочеткова (в девичестве — Владимирцева) Руфина Михайловна (1923—1999).
- Сын — Кочетков Олег Николаевич (1947—?).
- Дочь — Илюхина (Кочеткова) Елена Николаевна (род. 1950).

## Награды и звания

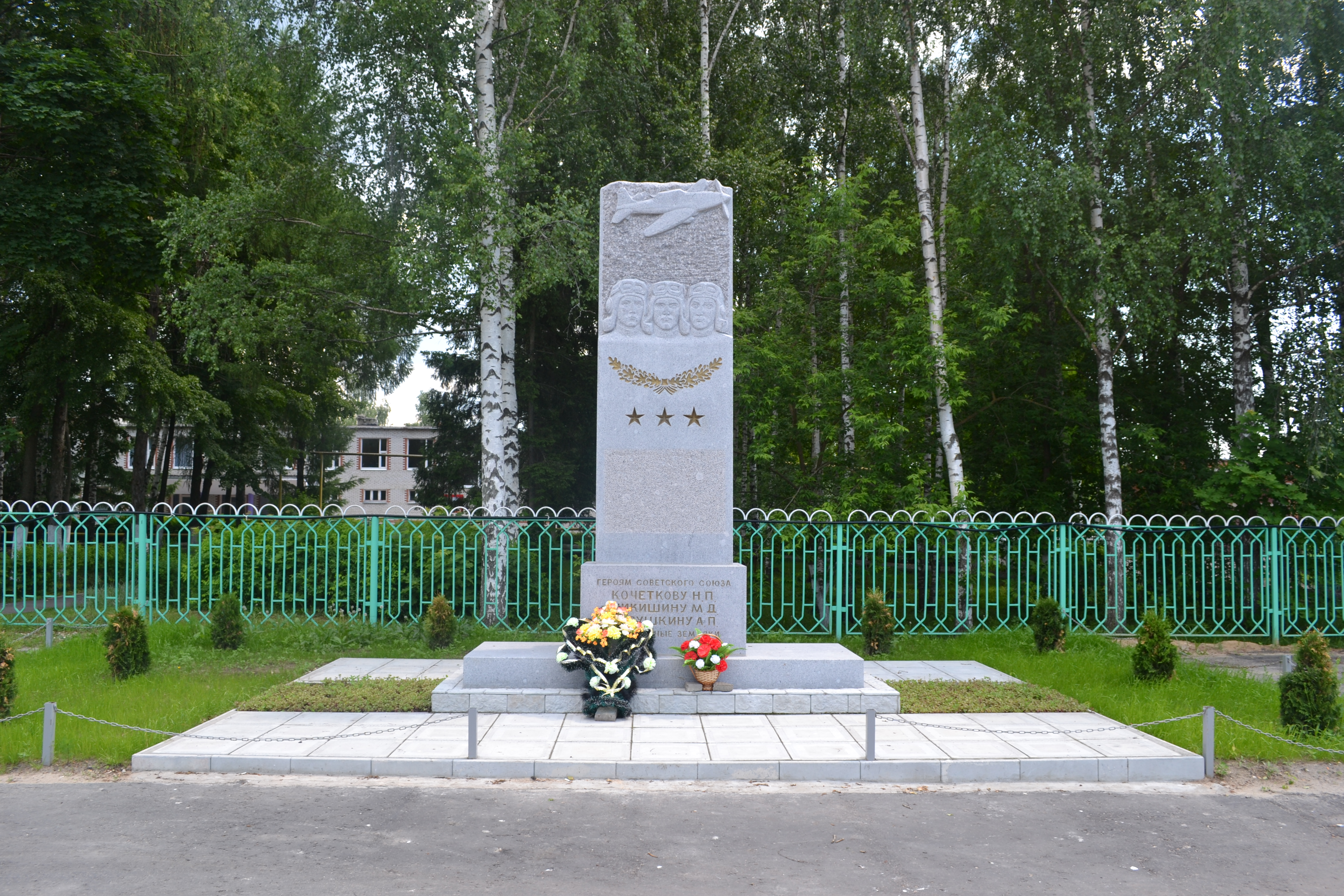
Пышлицы. Памятник Героям Советского Союза Кочеткову Н. П., Никишину М. Д., Савушкину А. П.

- Медаль «Золотая Звезда» (05.11.1942)[6];
- орден Ленина (05.11.1942)[6];
- орден Красного Знамени — дважды (06.01.1942[23]; 16.02.1942[25]);
- орден Александра Невского (13.10.1944)[51];
- орден Отечественной войны 1-й степени (06.04.1985)[5];
- орден Красной Звезды (03.11.1953)[6];
- медали СССР и Российской Федерации, в том числе:
  - медаль «За боевые заслуги» (24.06.1948)[3];
  - медаль «В ознаменование 100-летия со дня рождения Владимира Ильича Ленина»;
  - медаль «За оборону Сталинграда» (Указ ПВС СССР от 22.02.1942, вручена 25.02.1944)[3];
  - медаль «За оборону Москвы» (Указ ПВС СССР от 01.05.1944)[3];
  - медаль «За победу над Германией в Великой Отечественной войне 1941-1945 гг.» (Указ ПВС СССР от 09.05.1945)[3].
- Золотой знак ЦАГИ (2008)[58].
- Почётный гражданин города Жуковский[10];
- Почётный гражданин города Рошаля (2008)[56];
- Почётный гражданин Шатурского района (05.09.2001)[54].

## Память
В селе Пышлицы Шатурского района Московской области Н. П. Кочеткову и двум его землякам — Героям Советского Союза М. Д. Никишину и А. П. Савушкину установлен памятник. Постановлением администрации Шатурского муниципального района № 2088 от 20 августа 2009 года имя Героя Советского Союза Н. П. Кочеткова присвоено МБОУ «Средняя общеобразовательная школа села Пышлицы». На здании школы в честь ветерана установлена мемориальная доска.

## Документы
- Общедоступный электронный банк документов «Подвиг Народа в Великой Отечественной войне 1941—1945 гг.» Дата обращения: 9 апреля 2015. Архивировано из оригинала 11 мая 2017 года.

Представление к званию Героя Советского Союза.
Орден Красного Знамени (06.01.1942).
Орден Красного Знамени (16.02.1944).
Орден Александра Невского.
Орден Отечественной войны 1-й степени.
Учётная карточка Н. П. Кочеткова.
- Обобщённый банк данных «Мемориал». Дата обращения: 9 апреля 2015. Архивировано из оригинала 10 мая 2012 года.

Информация из донесения о безвозвратных потерях.
Информация из приказа об исключении из списков.

## Видеоматериалы
- Дороже золота. Николай Павлович Кочетков.